# ATP World Tour Finals 2015 – mužská dvouhra
Soutěže mužské dvouhry na Turnaji mistrů 2015 v Londýně se účastní osm nejlepších tenistů v klasifikaci žebříčku Emirates ATP. Trojnásobným obhájcem titulu byl srbský hráč číslo jedna a čtyřnásobný vítěz podniku Novak Djoković, který turnaj opět ovládl.
Rozlosování singlové soutěže proběhlo ve čtvrtek 12. listopadu ve 20 hodin místního času.
Ve finálovém utkání porazil 28letý nejvýše nasazený Djoković Švýcara Rogera Federera po výsledku 6–3 a 6–4. Připsal si tak celkově pátou trofej z Turnaje mistrů, čímž se dotáhl na Lendla a Samprase, a stal se vůbec prvním tenistou, jenž vyhrál čtyři ročníky za sebou. Švýcarovi vrátil porážku ze základní fáze a v osmém utkání sezóny odešel popáté jako vítěz. Celkový poměr vzájemných duelů srovnal na 22–22.
Djoković vyhrál během roku osmdesát dva zápasů a šestkrát odešel poražen. Vytvořil rekord tenisové historie šňůrou patnácti finálových účastí v řadě, z nichž proměnil jedenáct v titul Počtvrté také zakončil sezónu na postu světové jedničky. Jako první hráč historie inkasoval na odměnách během jednoho roku více než 20 milionů dolarů. Federer se desátým finále odpoutal na prvním místě od devíti účastí Lendla. Dalšími rekordními zápisy Švýcara se staly – čtrnáctá účast na turnaji (v řadě), třinácté semifinále i padesátý druhý vítězný zápas. Výhrou nad Djokovićem v základní skupině přerušil jeho šňůru 38zápasové neporazitelnosti na krytých dvorcích.

## Nasazení hráčů
1. Novak Djoković (vítěz, 1300 bodů, 2 061 000 USD)
2. Andy Murray (základní skupina, 200 bodů, 334 000 USD)
3. Roger Federer (finále, 1000 bodů, 1 178 000 USD)
4. Stan Wawrinka (semifinále, 400 bodů, 501 000 USD)
5. Rafael Nadal (semifinále, 600 bodů, 668 000 USD)
6. Tomáš Berdych (základní skupina, 0 bodů, 167 000 USD)
7. David Ferrer (základní skupina, 0 bodů, 167 000 USD)
8. Kei Nišikori (základní skupina, 200 bodů, 334 000 USD)

## Náhradníci
1. Richard Gasquet (nenastoupil, 0 bodů, 85 000 USD)
2. John Isner (nenastoupil, 0 bodů, 85 000 USD)

## Soutěž
| Legenda                                                       |                                                                        |                                                   |
| - Q – kvalifikant - WC – divoká karta - LL – šťastný poražený | - Alt – náhradník - SE – zvláštní výjimka - PR/SR – žebříčková ochrana | - w/o – bez boje - r – skreč - d – diskvalifikace |

### Finálová fáze
|  | Semifinále | Semifinále     | Semifinále     | Semifinále | Semifinále |              |               | Finále | Finále | Finále | Finále | Finále |
|  |            |                |                |            |            |              |               |        |        |        |        |        |
|  | 3          | Roger Federer  | 7              | 6          |            |              |               |        |        |        |        |        |
|  | 4          | Stan Wawrinka  | 5              | 3          |            |              |               |        |        |        |        |        |
|  | 4          | Stan Wawrinka  | 5              | 3          |            | 3            | Roger Federer | 3      | 4      |        |        |        |
|  |            |                |                |            |            | 3            | Roger Federer | 3      | 4      |        |        |        |
|  |            | 1              | Novak Djoković | 6          | 6          |              |               |        |        |        |        |        |
|  | 5          | 1              | Novak Djoković | 6          | 6          | Rafael Nadal | 3             | 3      |        |        |        |        |
|  | 5          |                |                |            |            | Rafael Nadal | 3             | 3      |        |        |        |        |
|  | 1          | Novak Djoković | 6              | 6          |            |              |               |        |        |        |        |        |

### Skupina Stana Smithe
|    |                | Djoković | Federer       | Berdych       | Nišikori      | Zápasy       | Sety         | Hry            | Pořadí |
| 1. | Novak Djoković |          | 5–7, 2–6      | 6–3, 7–5      | 6–1, 6–1      | 2–1 (66,6 %) | 4–2 (66,7 %) | 32–23 (58,2 %) | 2.     |
| 3. | Roger Federer  | 7–5, 6–2 |               | 6–4, 6–2      | 7–5, 4–6, 6–4 | 3–0 (100 %)  | 6–1 (85,7 %) | 42–28 (60 %)   | 1.     |
| 6. | Tomáš Berdych  | 3–6, 5–7 | 4–6, 2–6      |               | 5–7, 6–3, 3–6 | 0–3 (0 %)    | 1–6 (14,3 %) | 28–41 (40,6 %) | 4.     |
| 8. | Kei Nišikori   | 1–6, 1–6 | 5–7, 6–4, 4–6 | 7–5, 3–6, 6–3 |               | 1–2 (33,3 %) | 3–5 (37,5 %) | 33–43 (43,4 %) | 3.     |

### Skupina Ilieho Năstaseho
|    |               | Murray        | Wawrinka      | Nadal              | Ferrer             | Zápasy       | Sety         | Hry            | Pořadí |
| 2. | Andy Murray   |               | 6–7(4–7), 4–6 | 4–6, 1–6           | 6–4, 6–4           | 1–2 (33,3 %) | 2–4 (33,3 %) | 27–33 (45,0 %) | 3.     |
| 4. | Stan Wawrinka | 7–6(7–4), 6–4 |               | 3–6, 2–6           | 7–5, 6–2           | 2–1 (66,7 %) | 4–2 (66,7 %) | 31–29 (51,7 %) | 2.     |
| 5. | Rafael Nadal  | 6–4, 6–1      | 6–3, 6–2      |                    | 6–7(2–7), 6–3, 6–4 | 3–0 (100 %)  | 6–1 (85,7 %) | 42–24 (63,6 %) | 1.     |
| 7. | David Ferrer  | 4–6, 4–6      | 5–7, 2–6      | 7–6(7–2), 3–6, 4–6 |                    | 0–3 (0 %)    | 1–6 (14,3 %) | 29–43 (40,3 %) | 4.     |